# Žarko Korać
Žarko Korać, cyr. Жарко Кораћ (ur. 9 marca 1947 w Belgradzie) – serbski psycholog, wykładowca akademicki i polityk, długoletni parlamentarzysta, wicepremier, przez dwa dni pełniący obowiązki premiera Serbii, przewodniczący Unii Socjaldemokratycznej.

## Życiorys
Ukończył studia z zakresu psychologii na Wydziale Filozofii Uniwersytetu w Belgradzie. Magisterium uzyskał w 1976, a w 1983 otrzymał stopień doktora. Pracował jako nauczyciel akademicki na macierzystej uczelni, był członkiem komitetu redakcyjnego branżowego czasopisma „Psihologija”. W latach 80. prowadził młodzieżowe programy telewizyjne.
Działał w Obywatelskim Sojuszu Serbii, który opuścił w 1996, stając wówczas na czele Unii Socjaldemokratycznej. Od 1993 do 1997 po raz pierwszy zasiadał w Zgromadzeniu Narodowym Republiki Serbii. W 2001 premier Zoran Đinđić powierzył mu urząd wicepremiera w nowo powołanym rządzie opartym na Demokratycznej Opozycji Serbii, który sprawował do 2004. Po zamordowaniu premiera pełniącym obowiązki przez kilka dni był Nebojša Čović, a następnie od 17 do 18 marca funkcję tę wykonywał Žarko Korać.
W 2003 powrócił do parlamentu, reelekcję uzyskiwał w kolejnych wyborach (2007, 2008, 2012) z ramienia koalicji zorganizowanej wokół Partii Liberalno-Demokratycznej. zasiadając w Skupsztinie do 2014. Po wyborczej porażce ustąpił z kierowania SDU. W wyniku wyborów w 2016 powrócił do serbskiego parlamentu.